# 松田司郎
松田 司郎（まつだ しろう、1942年3月13日 - ）は、児童文学作家・評論家。大阪国際大学名誉教授。

## 経歴
大阪出身。同志社大学文学部英文科卒業。その後、出版社に勤務し、退社後にフリーライターを経て、創作活動に専念。1981年に川村たかし、那須正幹ら児童文学者ともに児童文学創作集団「亜空間」を結成し、同タイトルである「亜空間」を季刊誌として創刊した。大阪国際大学人間科学部心理コミュニケーション学科教授を務めた。2006年『宮沢賢治 存在の解放(ビッグバン)へ』で日本児童文学学会賞特別賞受賞。実作のほか、宮沢賢治について多くの著書がある。

## 著書
- 『ウネのてんぐ笑い』石倉欣二絵 理論社 1975
- 『まだらのおにろく』石倉欣二画 金の星社 1975
- 『おゆん』福田庄助絵 理論社 1976
- 『織田信長おもしろ百科 日本統一の基礎を作った大英雄』永岡書店 1980
- 『そらをとんだくじら』尾崎真吾絵 太平出版社 1980
- 『花あかり』箕田源二郎画 小学館 1980
- 『海のぼうや』長新太絵 学校図書 1981
- 『現代児童文学の世界』毎日新聞社 毎日選書 1981
- 『ページのなかの子どもたち 児童文学論集1 作家論』五柳書院 1984
- 『子どもが扉をあけるとき 児童文学論集2 文学論』五柳書院 1985
- 『宮沢賢治の童話論 深層の原風景』国土社 1986
- 『やったね!たんたん』坪谷令子絵　ひくまの出版 1987
- 『てんさらばさら』古味正康絵 国土社 1988
- 『宮沢賢治の旅 イーハトーヴ童話のふるさと』五柳書院 1988
- 『絵本の国から ビジュアルな想像世界へのかけ橋』五柳書院 1990
- 『ダンうみへゆく』末崎茂樹絵 トモ企画 1990
- 『宮沢賢治花の図誌』笹川弘三写真 平凡社 1991
- 『宮沢賢治イーハトーヴ図誌』文・写真 平凡社 1996
- 『宮沢賢治の深層世界』洋々社 1998
- 『宮沢賢治イーハトーヴへの切符』光村推古書院 2000
- 『宮沢賢治存在の解放へ』洋々社 2005

### 解説
- 宮沢賢治『イーハトーブふしぎなことば』写真・解説 文研出版 2008

### 翻訳
- バージニア=ハビランド『美しいワシリーサ』世界のむかし話 ロシア ハーバード=ダンスカ [画] 学校図書 1983

## 注
1. ↑  『読売年鑑 2016年版』（読売新聞東京本社、2016年）p.343
2. ↑  『現代日本人名録』2002年
3. ↑  特集 - 韓日文化交流新聞 成誌イーディーピー 2006年11月号